# Nassau County (New York)
Nassau je okres (county) amerického státu New York založený v roce 1899. Správním střediskem je sídlo Mineola s 18 808 obyvateli v roce 2006.
Počet obyvatel: 1 325 662 (v roce 2006), 1 334 544 (v roce 2000)
Ženy: 51,5 % (v roce 2005)

## Sousední okresy
- východ – Suffolk
- západ – Queens

- přes vodu: Bronx, Westchester, Fairfield (Connecticut)